# 布朗鎮 (北卡羅萊納州)
布朗鎮（英語：Brown Town）是位於美國北卡羅萊納州加斯頓縣的非建制地區。

## 地理
布朗鎮所處的海拔為高於海平面197米（即646英呎），而該地所採用的時區為UTC-5，即北美东部时区（EST）。同時該地設有夏令時間，為UTC-5調快一小時，即UTC-4（EDT）。